# Charmosyna wilhelminae
El lori pigmeo (Charmosyna wilhelminae) es una especie de ave psitaciforme de la familia Psittaculidae endémica de Nueva Guinea.

## Descripción
El lori pigmeo mide alrededor de 13 cm de largo. Su plumaje es principalmente verde, con las plumas de vuelo más oscuras. Su píleo, nuca y obispillo son azules y las puntas de las plumas laterales de la cola rojas. Su pico es anaranjado amarillento. Los machos además presentan cierto veteado amarillo en el pecho, la parte inferior de las alas roja y una franja en la parte inferior de la espalda también roja.

## Distribución y hábitat
Se encuentra únicamente en las selvas húmedas de montaña de la Cordillera Central de la isla de Nueva Guinea.